# Joseph Muller
Joseph Muller (Orschwiller, 9 maart 1895 - Lamarche, 8 mei 1975) was een Frans wielrenner.

## Levensloop en carrière
Muller werd prof in 1920. Hij won 1 etappe in de Ronde van Frankrijk van 1923. Hij stopte met wielrennen in 1927.

## Resultaten in voornaamste wedstrijden
| Jaar | Ronde van Italië | Ronde van Frankrijk | Ronde van Spanje |
| ---- | ---------------- | ------------------- | ---------------- |
| 1920 |                  | 15e                 |                  |
| 1921 |                  | 15e                 |                  |
| 1922 |                  | 16e                 |                  |
| 1923 |                  | 11e (1)             |                  |
| 1924 |                  | 6e                  |                  |

- Bibliothèque nationale de France: cb16908884j (data)
- International Standard Name Identifier: 0000 0004 5100 1599
- Virtual International Authority File: 316738235